# Рајинац
Рајинац је насеље у Србији у општини Трстеник у Расинском округу. Према попису из 2022. било је 108 становника (према попису из 1991. било је 303 становника).

## Историја
До Другог српског устанка Рајинац се налазио у саставу Османског царства. Након Другог српског устанка Рајинац улази у састав Кнежевине Србије и административно је припадао Јагодинској нахији и Левачкој кнежини све до 1834. године када је Србија подељена на сердарства.

## Демографија
У насељу Рајинац живи 211 пунолетних становника, а просечна старост становништва износи 52,9 година (50,7 код мушкараца и 55,1 код жена). У насељу има 98 домаћинстава, а просечан број чланова по домаћинству је 2,38.
Ово насеље је великим делом насељено Србима (према попису из 2002. године), а у последња три пописа, примећен је пад у броју становника.
|  |

| Демографија | Демографија | Демографија |
| Година      | Становника  | Становника  |
| ----------- | ----------- | ----------- |
| 1948.       | 607         |             |
| 1953.       | 608         |             |
| 1961.       | 608         |             |
| 1971.       | 526         |             |
| 1981.       | 403         |             |
| 1991.       | 303         | 303         |
| 2002.       | 233         | 239         |

| Етнички састав према попису из 2002.‍ | Етнички састав према попису из 2002.‍ | Етнички састав према попису из 2002.‍ | Етнички састав према попису из 2002.‍ | Етнички састав према попису из 2002.‍ |
| ------------------------------------ | ------------------------------------ | ------------------------------------ | ------------------------------------ | ------------------------------------ |
|                                      |                                      |                                      |                                      |                                      |
| Срби                                 | Срби                                 |                                      | 228                                  | 97,85%                               |
| Црногорци                            | Црногорци                            |                                      | 4                                    | 1,71%                                |
| Југословени                          | Југословени                          |                                      | 1                                    | 0,42%                                |
| непознато                            | непознато                            |                                      | 0                                    | 0,0%                                 |

| Рајинац у пописима Јагодинске нахије — од 1818. до 1829.                          |       |       |       |       |       |       |          |       |       |       |       |       |
| Година пописа                                                                     | 1818. | 1819. | 1820. | 1821. | 1822. | 1823. | 1824/25. | 1825. | 1826. | 1827. | 1828. | 1829. |
| Куће                                                                              | 29    | 31    | 34    | 34    | 33    | 34    | 34       | 32    | 33    | 32    | 34    | 37    |
| Пореске главе*                                                                    | -     | 40    | 41    | 41    | 41    | 45    | 47       | 44    | 45    | 45    | 47    | 46    |
| Арачке главе**                                                                    | 60    | 77    | 77    | 79    | 81    | 79    | 82       | 78    | 88    | 90    | 93    | 94    |
| *Пореске главе = Ожењени мушкарци \| ** Арачке главе = Мушкарци од 7 до 70 година |       |       |       |       |       |       |          |       |       |       |       |       |

| Година пописа     | 1948. | 1953. | 1961. | 1971. | 1981. | 1991. | 2002. |
| ----------------- | ----- | ----- | ----- | ----- | ----- | ----- | ----- |
| Број домаћинстава | 94    | 97    | 113   | 121   | 113   | 105   | 98    |

| Број чланова      | 1  | 2  | 3  | 4 | 5 | 6 | 7 | 8 | 9 | 10 и више | Просек |
| ----------------- | -- | -- | -- | - | - | - | - | - | - | --------- | ------ |
| Број домаћинстава | 33 | 34 | 10 | 9 | 7 | 4 | 1 | 0 | 0 | 0         | 2,38   |

| Пол    | Укупно | Неожењен/Неудата | Ожењен/Удата | Удовац/Удовица | Разведен/Разведена | Непознато |
| ------ | ------ | ---------------- | ------------ | -------------- | ------------------ | --------- |
| Мушки  | 106    | 26               | 67           | 13             | 0                  | 0         |
| Женски | 108    | 11               | 65           | 31             | 0                  | 1         |
| УКУПНО | 214    | 37               | 132          | 44             | 0                  | 1         |

| Пол    | Укупно                    | Пољопривреда, лов и шумарство | Рибарство                            | Вађење руде и камена | Прерађивачка индустрија       |
| ------ | ------------------------- | ----------------------------- | ------------------------------------ | -------------------- | ----------------------------- |
| Мушки  | 69                        | 60                            | 0                                    | 0                    | 4                             |
| Женски | 49                        | 46                            | 0                                    | 0                    | 1                             |
| УКУПНО | 118                       | 106                           | 0                                    | 0                    | 5                             |
| Пол    | Производња и снабдевање   | Грађевинарство                | Трговина                             | Хотели и ресторани   | Саобраћај, складиштење и везе |
| Мушки  | 1                         | 0                             | 4                                    | 0                    | 0                             |
| Женски | 0                         | 0                             | 1                                    | 0                    | 0                             |
| УКУПНО | 1                         | 0                             | 5                                    | 0                    | 0                             |
| Пол    | Финансијско посредовање   | Некретнине                    | Државна управа и одбрана             | Образовање           | Здравствени и социјални рад   |
| Мушки  | 0                         | 0                             | 0                                    | 0                    | 0                             |
| Женски | 0                         | 0                             | 0                                    | 1                    | 0                             |
| УКУПНО | 0                         | 0                             | 0                                    | 1                    | 0                             |
| Пол    | Остале услужне активности | Приватна домаћинства          | Екстериторијалне организације и тела | Непознато            | Непознато                     |
| Мушки  | 0                         | 0                             | 0                                    | 0                    | 0                             |
| Женски | 0                         | 0                             | 0                                    | 0                    | 0                             |
| УКУПНО | 0                         | 0                             | 0                                    | 0                    | 0                             |